# Prophetensee
Der Prophetensee ist ein See im Kreis Pinneberg im deutschen Bundesland Schleswig-Holstein in der Stadt Quickborn. Der See ist ca. 1.500 m² groß und bis zu 2,15 Meter tief. Er entstand vor 12.000 Jahren durch einen Erdfall und war ursprünglich 35 Meter tief.